# Coust
Coust é uma comuna francesa na região administrativa do Centro, no departamento Cher. Estende-se por uma área de 22 km². Em 2010 a comuna tinha 449 habitantes (densidade: 20,4 hab./km²).